# بازار مسگرها (اصفهان)

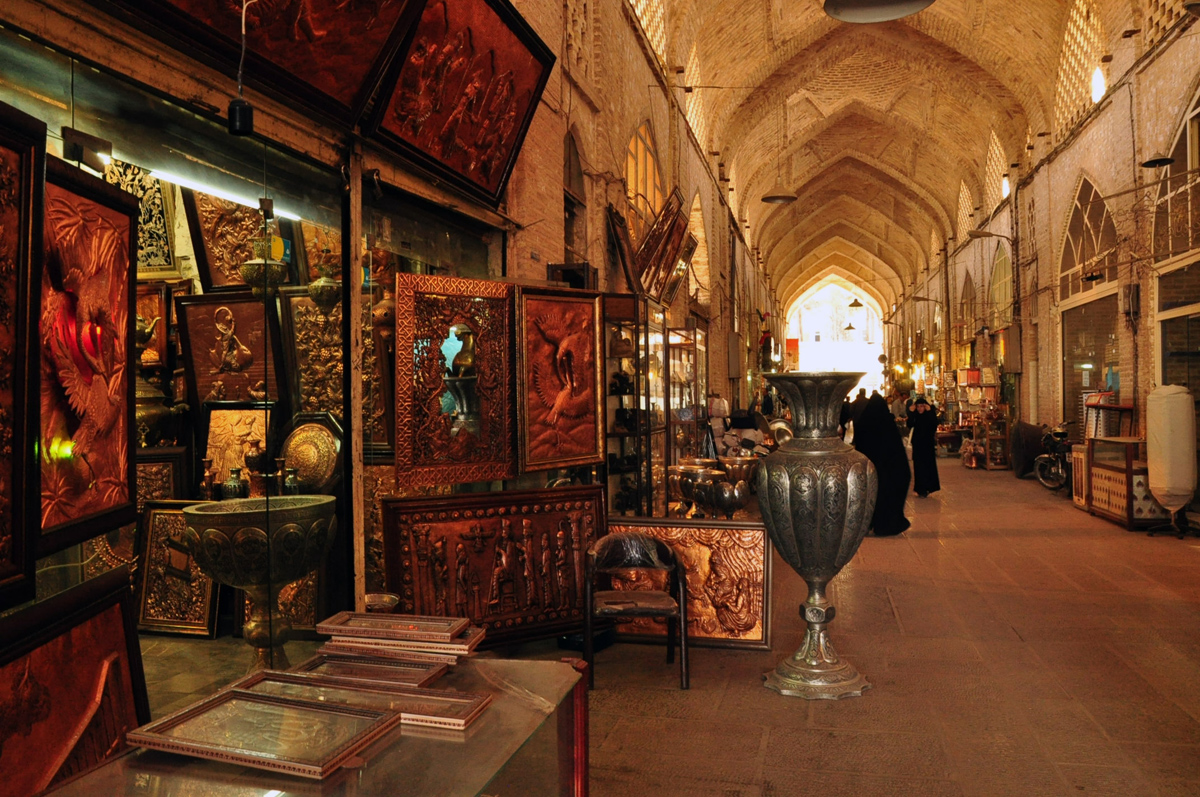
تولید و فروش صنایع دستی در بازار مسگرها

بازار مسگرها از بازارهای اصفهان است که در ضلع غربی میدان نقش جهان و در شمال کاخ عالی قاپو قرار دارد. این بازار در زمان حکومت صفویه ساخته‌شده‌است. 
بازار مسگرها به خاطر صدای فراوانی که در هنگام ساخت ظروف مسی بر اثر ضربات چکش حاصل میشود معروف است. در حال حاضر برخی از فروشندگان در بازار مسگرها ظروف از پیش ساخته‌شده میفروشند و این بازار شکل سنتی خود را تا حدودی از دست داده‌است. 